# 凱倫·皮爾斯
羅克斯堡爵士夫人凱倫·伊麗莎白·皮爾斯女爵士DCMG（1959年9月23日—），英國外交官，現任英國外交、聯邦及發展事務部以及英國駐美國大使，此前曾任英國常駐聯合國代表。

## 早年
皮爾斯出生於蘭開夏郡普雷斯頓，是普雷斯頓工廠工人的孫女，也是家裡第二個上大學的人。她曾就讀於蘭開夏彭沃瑟姆女子高中和劍橋大學格頓學院，並獲得英語文學士。2012年獲得倫敦政治經濟學院（LSE）國際戰略與外交碩士學位。

## 職業生涯

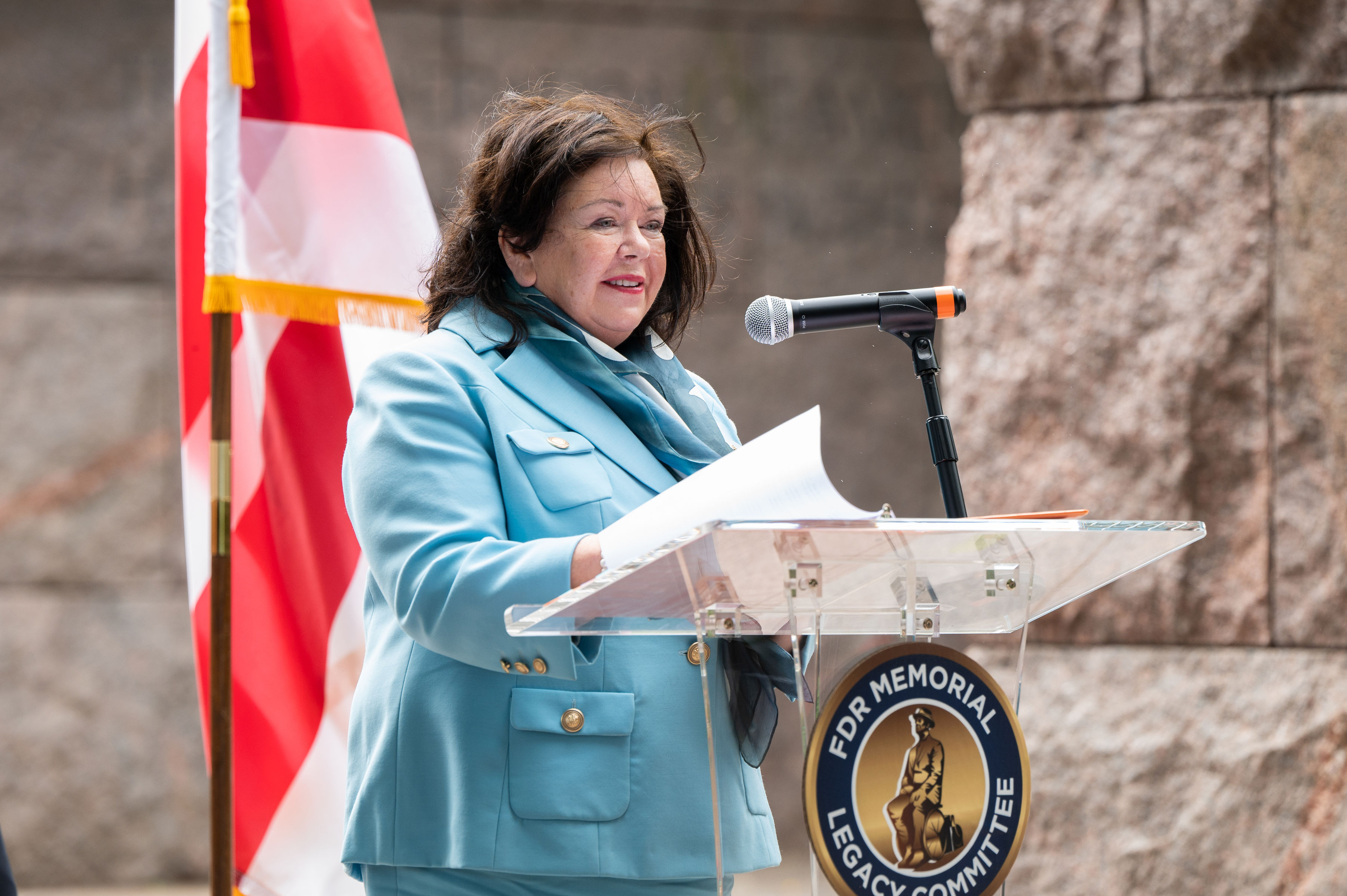
皮爾斯於2022年在華盛頓特區舉行的富蘭克林·德拉諾·羅斯福紀念週年紀念日上發表講話

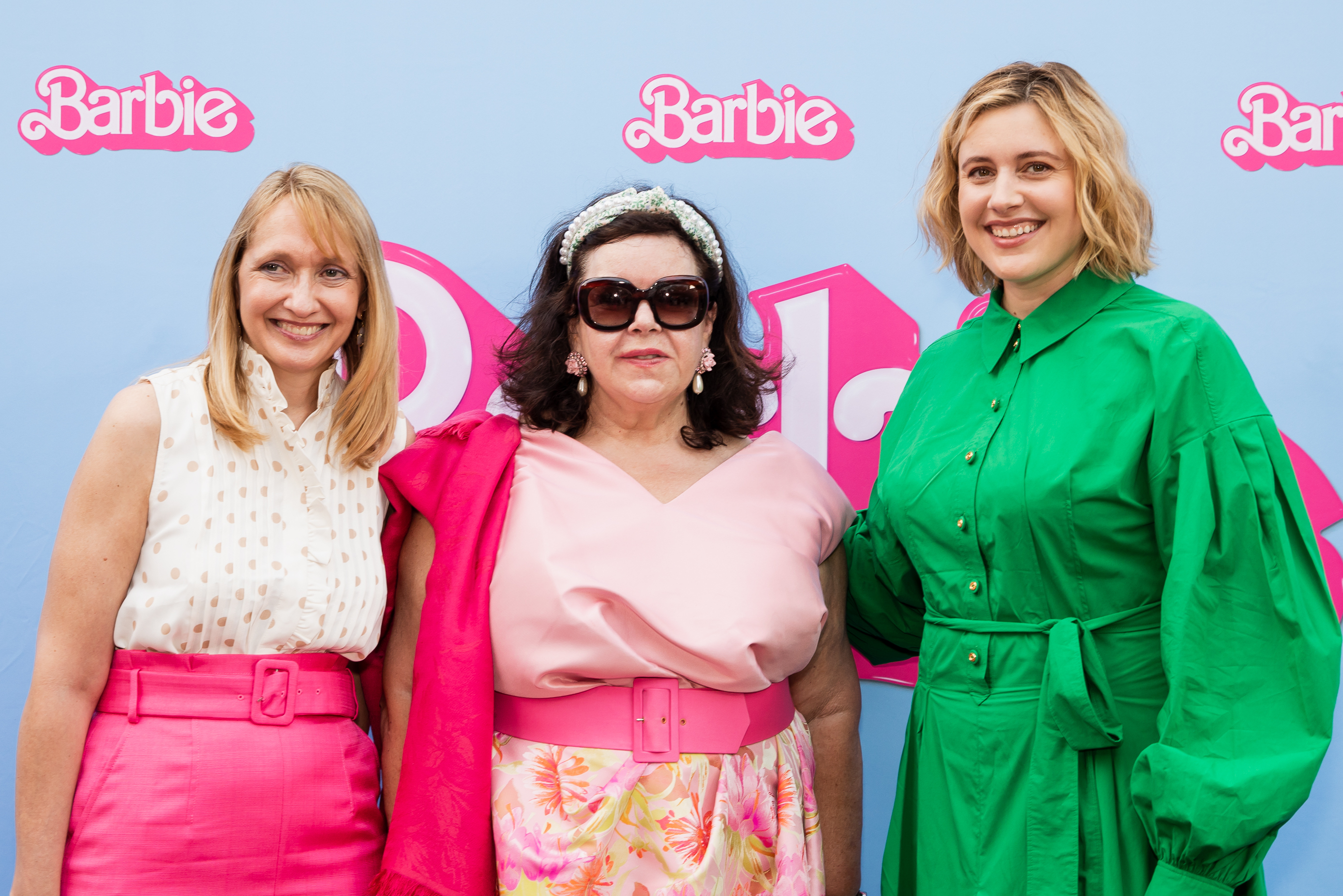
皮爾斯和葛莉塔·潔薇導演出席2023年Barbie芭比活動

皮爾斯於1981年加入英國外交、聯邦及發展事務部（FCO）。經過一段時間的日語培訓後，1984年被派往東京擔任三等秘書。1987年，她返回倫敦並加入英國外交和聯邦事務部安全政策部。1992年至1995年，在華盛頓特區擔任大使私人秘書。1996年至2000年間，在英國外交部擔任過多個職務：烏克蘭、白俄羅斯和摩爾多瓦團隊負責人（1996年至1997年）、東亞得里亞海（巴爾幹）部副部長（1997年至1999年）以及英國外交部新聞室主任（1999年至2000年）。
2006年至2009年，皮爾斯擔任英國常駐紐約聯合國副代表。在此期間，於2007年4月和2008年5月擔任聯合國安全理事會主席。2009年至2012年，擔任英國外交部南亞和阿富汗事務主任，並擔任英國阿富汗和巴基斯坦問題特別代表2010年 – 2011年6月
皮爾斯於2018年3月被任命為英國常駐聯合國代表，是第一位擔任此職務的女性。在她任職期間，英國協調了該委員會在緬甸問題上的活動。
在2018年生日榮譽獲得聖米迦勒及聖喬治勳章（DCMG）女爵士
2020年2月7日，凱倫·皮爾斯被任命為新任英國駐美國大使，取代金·達羅克，成為該職位的第一位女性。

## 個人生活
皮爾斯的丈夫查爾斯·羅克斯堡爵士是英國財政部的高級公務員，有兩個兒子。

## 外部連結
- PIERCE, Karen Elizabeth, (Mrs C. F. Roxburgh) （页面存档备份，存于）, Who's Who 2014, A & C Black, 2014; online edn, Oxford University Press, 2014
- Karen Pierce CMG （页面存档备份，存于）, gov.uk
- C-SPAN內的頁面（英文）